# اشامپله
اِشامپْلِه  

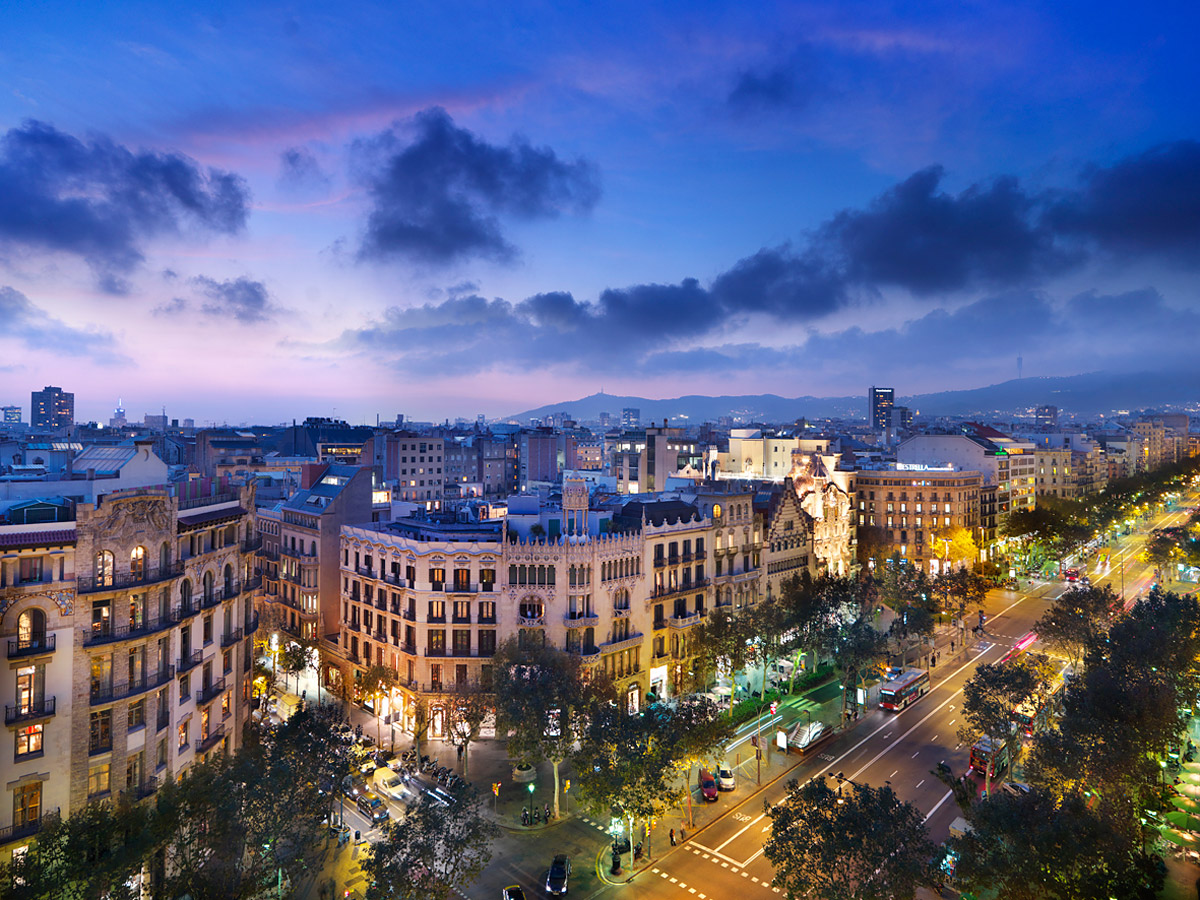
بلوک دیسکوردیا در خیابان پسیج د گراسیا، اشامپله

(کاتالان: Eixample تلفظ در کاتالان: [əˈʃamplə] به‌معنای توسعه) (اسپانیایی: El Ensanche) نام منطقه‌ای در مرکز شهر بارسلون، مرکز ناحیه خودگردان کاتالونیا در پادشاهی اسپانیا می‌باشد. این منطقه در قرن ۱۹ و اوایل قرن ۲۰ میلادی بنا شده‌است.
مشخصه این منطقه، طراحی شهری شبکه‌ای آن است؛ اشامپله متشکل از بلوک‌هایی هم‌اندازه و مربعی‌شکل با گوشه‌های مقطع است که باعث می‌شود شهر از بالا به‌شکل یک شبکهٔ کاملاً منظم به نظر برسد. شاخصهٔ دیگر این منطقه، معماری مدرن کاتالان است؛ برخی از معروف‌ترین آثار آنتونی گائودی، معمار برجستهٔ کاتالان در منطقهٔ اشامپله قرار دارد که از آن جمله می‌توان به ساگرادا فامیلیا، کازا باتیو و کازا میلا اشاره کرد.
خیابان‌های عریض و پیاده‌روهای بزرگ این منطقه و فروشگاه‌های لوکس، کافه‌ها، رستوران‌ها و جاذبه‌های گردشگری آن، اشامپله را به منطقه‌ای زنده و پرجنب‌وجوش تبدیل کرده‌است.